# La Malva-rosa

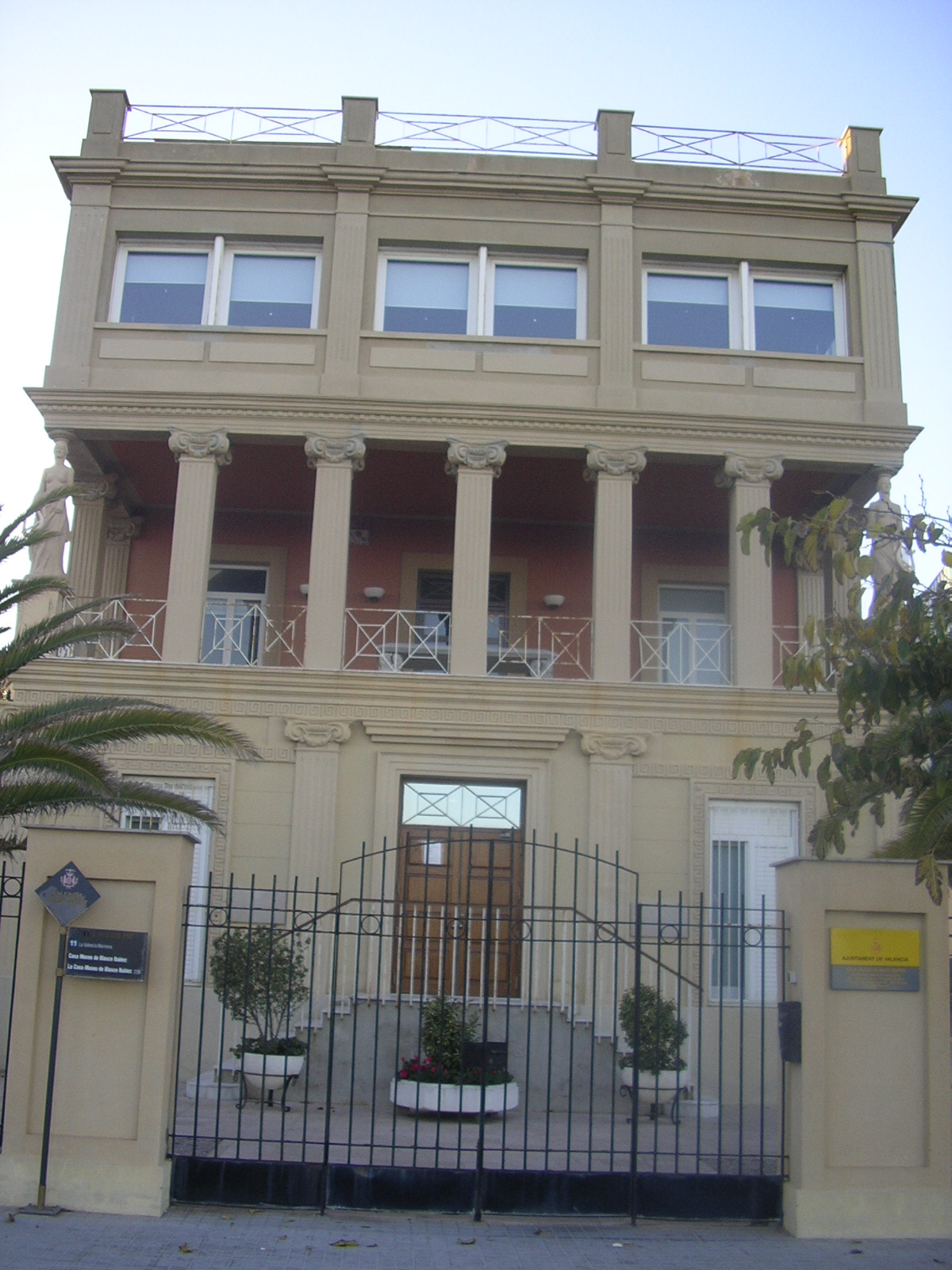
la Casa-Museu Vicente Blasco Ibáñez es troba al barri, mirant al mar.

La Malva-rosa és un barri marítim de la ciutat de València, que es denomina així per la planta d'igual nom que antigament poblava aquesta zona. D'igual manera es denomina la seua platja, encara que de vegades per error o desinformació el nom s'estén també a la demarcació corresponent a les platges del Cabanyal i les Arenes.
Limita al nord amb la Séquia de Vera que la separa del municipi d'Alboraia i al sud amb el barri del Cabanyal a través de l'avinguda dels Tarongers per on circula una línia del tramvia.
El barri dista uns set quilòmetres del centre de la ciutat i està comunicat per diverses línies d'autobusos urbans (que a l'estiu amplien la seua freqüència), tramvia o per mitjà del carril bici que prové de l'avinguda de Tarongers o la de Blasco Ibánez. A més, és pròxim a l'autopista del Mediterrani.
Encara que en origen va ser un barri mariner no queda absolutament res d'això i encara que més tard, segons diuen algunes enciclopèdies, se'l va considerar un barri treballador, la transformació actual dista bastant d'aqueixa etiqueta, especialment pel que fa a la seua façana marítima.

## Façana marítima

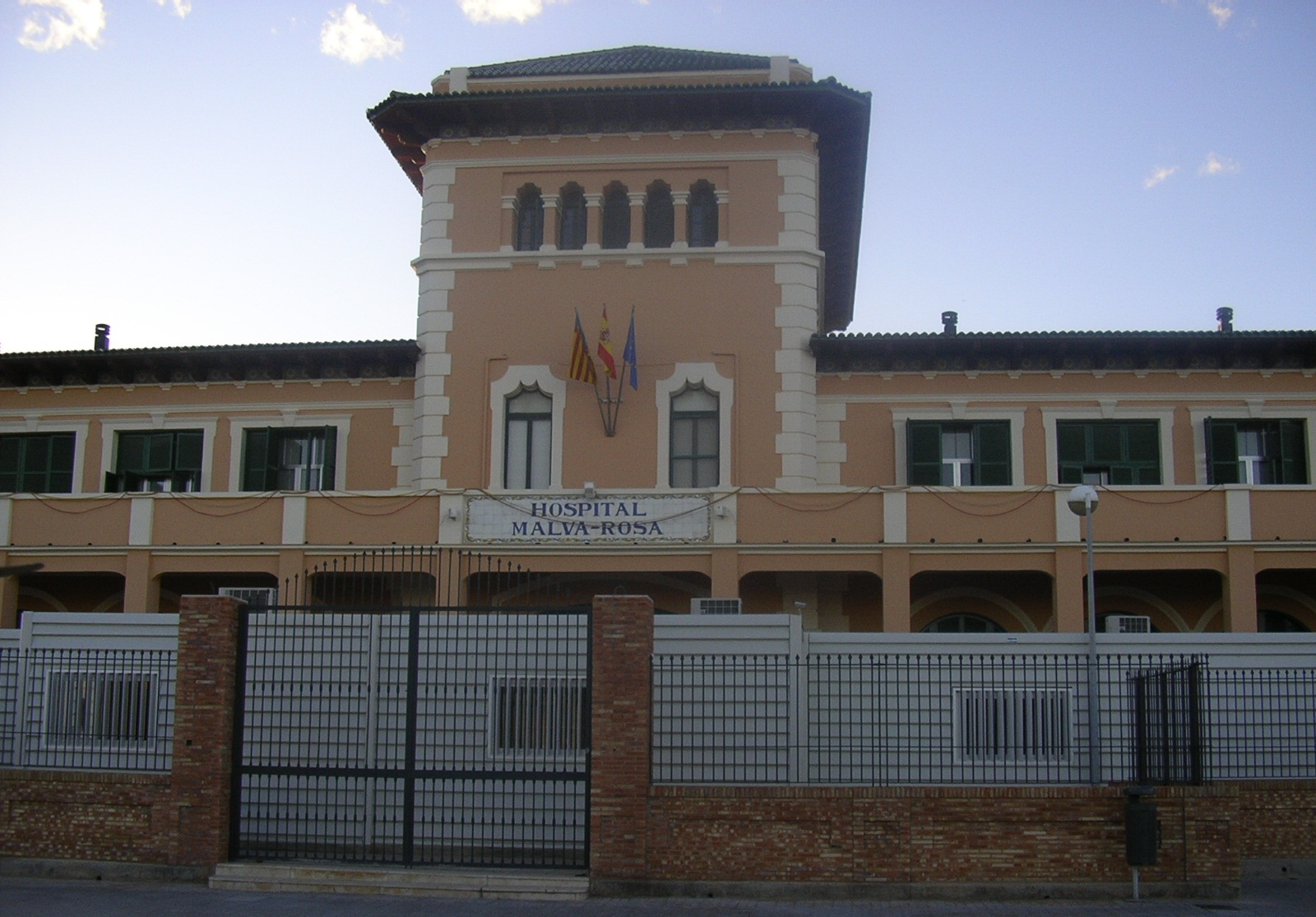
Hospital de la Malva-rosa

Disposa d'un passeig marítim molt utilitzat per a patinar i córrer, al llarg del qual hom també troba un bon nombre de restaurants. Ací se situa l'Hospital de la Malva-rosa, d'estil modernista i eclèctic, el Poliesportiu de la Malva-rosa i diversos palauets modernistes o eclecticistes de principis del segle xx. Entre ells, destaca la que fora casa de l'escriptor i polític Vicente Blasco Ibáñez, un edifici neoclàssic i restaurat que en l'actualitat es troba obert al públic com a casa museu.
La platja de la Malva-rosa és una de les més famoses del litoral valencià, que apareix en diverses pintures de Joaquim Sorolla.